# Jesse Heiman
Jesse Heiman (23 de mayo de 1978) es un actor estadounidense, conocido por actuar como extra en más de 150 películas y programas de televisión como The Big Bang Theory. El 11 de abril de 2011, Jesse apareció como invitado en The Tonight Show with Jay Leno junto a Jamie Foxx.
Durante el anuncio de la Super Bowl de 2013 alcanzó gran polémica al besar en la boca a Bar Refaeli.